# Radosław Kolanek
Radosław Kolanek (ur. 21 lipca 1986 w Łasku) – polski siatkarz, grający na pozycji środkowego.
Jest wychowankiem Skry Bełchatów. W sezonie 2007/2008 grał w jej rezerwowej drużynie, uczestniczącej w I lidze (zaplecze PLS-u).

## Jako siatkarz

### Sukcesy klubowe
Klubowe Mistrzostwa Świata:
- 2009

Liga Mistrzów:
- 2010

Mistrzostwo Polski:
- 2010

## Jako trener

### Sukcesy klubowe
Młoda Liga:
- 2012

Mistrzostwa Polski Juniorów:
- 2018
- 2014